# Liste der denkmalgeschützten Objekte in Srbská Kamenice
Grundlage dieser Liste der denkmalgeschützten Objekte in Srbská Kamenice ist die ÚSKP-Liste (Ústřední seznam kulturních památek České republiky, deutsch Zentrale Liste der Kulturdenkmäler der Tschechischen Republik), die von der tschechischen Denkmalschutzbehörde NPÚ (Národní památkový ústav, deutsch Nationale Denkmalbehörde) seit 1987 geführt wird und an die seit dem Jahr 1850 geschaffenen Listen anschließt.

## Srbská Kamenice(Windisch Kamnitz)
| Lage                                                                        | Objekt                         | Beschreibung                   | ÚSKP-Nr.                  | Bild              |
| --------------------------------------------------------------------------- | ------------------------------ | ------------------------------ | ------------------------- | ----------------- |
| Srbská Kamenice 2 (Standort)                                                | Bauernhaus Nr. 2               | Bauerngehöft                   | 40446/5-3943 Info Katalog | BW                |
| Srbská Kamenice 6 (Standort)                                                | Bauernhaus Nr. 6               | Bauerngehöft                   | 31290/5-3944 Info Katalog | Bauernhaus Nr. 6  |
| Srbská Kamenice 11 (Standort)                                               | Bauernhaus Nr. 11              | Bauerngehöft                   | 32086/5-3945 Info Katalog | BW                |
| Srbská Kamenice 20 (Standort)                                               | Bauernhaus Nr. 20              | Bauerngehöft                   | 38057/5-3946 Info Katalog | BW                |
| Srbská Kamenice 26 (Standort)                                               | Bauernhaus Nr. 26              | Bauerngehöft                   | 15587/5-3948 Info Katalog | BW                |
| Srbská Kamenice 39 (Standort)                                               | Bauernhaus Nr. 39              | Bauerngehöft                   | 17779/5-3951 Info Katalog | BW                |
| Srbská Kamenice, südöstlich der Kirche gegenüber vom Haus Nr. 40 (Standort) | Skulpturengruppe Marienkrönung | Skulpturengruppe Marienkrönung | 41882/5-3942 Info Katalog | BW                |
| Srbská Kamenice (Standort)                                                  | Wenzelskirche                  | Kirche des hl. Wenzel          | 10596/5-3941 Info Katalog | weitere Bilder    |
| Srbská Kamenice 45 (Standort)                                               | Bauernhaus Nr. 45              | Bauerngehöft                   | 15981/5-3958 Info Katalog | BW                |
| Srbská Kamenice 46 (Standort)                                               | Bauernhaus Nr. 46              | Bauerngehöft                   | 41816/5-3959 Info Katalog | BW                |
| Srbská Kamenice 64 (Standort)                                               | Bauernhaus Nr. 64              | Bauerngehöft                   | 46071/5-3952 Info Katalog | Bauernhaus Nr. 64 |
| Srbská Kamenice 66 (Standort)                                               | Bauernhaus Nr. 66              | Bauerngehöft                   | 25889/5-3960 Info Katalog | BW                |
| Srbská Kamenice 79 (Standort)                                               | Bauernhaus Nr. 79              | Bauerngehöft                   | 45771/5-3953 Info Katalog | BW                |
| Srbská Kamenice 83 (Standort)                                               | Bauernhaus Nr. 83              | Bauerngehöft                   | 20698/5-3949 Info Katalog | BW                |
| Srbská Kamenice 97 (Standort)                                               | Bauernhaus Nr. 97              | Bauerngehöft                   | 16504/5-3950 Info Katalog | BW                |
| Srbská Kamenice 115 (Standort)                                              | Bauernhaus Nr. 115             | Bauerngehöft                   | 35069/5-3954 Info Katalog | BW                |
| Srbská Kamenice 155 (Standort)                                              | Bauernhaus Nr. 155             | Bauerngehöft                   | 34176/5-3955 Info Katalog | BW                |
| Srbská Kamenice 162 (Standort)                                              | Bauernhaus Nr. 162             | Bauerngehöft                   | 45284/5-3956 Info Katalog | BW                |